# Страна лентяев (картина)
«Страна лентяев» (нидерл. Luilekkerland, дословно — «лениво-сладкая страна», нем. Шлараффенланд) — картина Питера Брейгеля Старшего. Написана в 1567 году. Оригинал находится в Старой пинакотеке Мюнхена.

## Сюжет
Как и некоторые другие работы Брейгеля, эта картина имеет в своей основе пословицу — нидерл. Geen ding is er gekker dan lui en lekker (дословно: нет ничего более глупого, чем ленивый сластёна). «Страна лентяев» — сказочная страна, страна с молочными реками и кисельными берегами, широко распространена в фольклоре и профессиональной литературе нескольких стран Европы со времён Средневековья (ср. Кокань). Стихотворное изложение сказки о вымышленной стране бездельников было дано Гансом Саксом и появилось в 1536 году в Нюрнберге. Возможно, именно оно послужило основой для прозаической интерпретации этой сказки, изданной в Антверпене в 1546 году и имеющей много общего с сюжетной канвой картины. Смысл картины не сводится к иллюстрации поговорки, осуждающей человеческую лень и праздность. Её трактуют шире, как острую сатиру на «общество потребления» независимо от сословной принадлежности его членов, отличающихся равно примитивными представлениями о счастье и благоденствии.

## Страна лентяев
В центре картины лежат, распластавшись вокруг дерева, словно спицы колеса, три человека, достигшие предела своих желаний. По одежде и предметам, им принадлежащим, в них можно распознать крестьянина (с цепом), рыцаря (с копьём) и учёного (в дорогих одеждах, с книгой и чистой бумагой). Последний лежит с открытыми глазами, вероятно, в ожидании капли вина из кувшина на столе.
Чтобы попасть в страну лентяев, нужно было проесть проход в горе из каши (в другой интерпретации, теста), изображённой на картине в правом верхнем углу. Попавший в неё замечает жареного поросёнка, бегающего с ножом в спине, плетень из колбасы, кактус из хлебов, покрытую пирогами крышу шалаша и множество других лакомств. На пороге шалаша изображён с открытым ртом оруженосец рыцаря, ожидающий, что пирог упадёт с крыши прямо ему в рот.
О сказочной сытости, которую Питер Брейгель изобразил в 1567 году на своей картине, в то время не могло быть и речи. Герцог Альба вошёл во главе испанских войск в Нидерланды. На картине изображена не более чем утопия благополучной жизни. Замечательная по своей простоте композиция в центре картины, символизирующая колесо фортуны, только усиливает это впечатление. Одновременно чувствуется и некая ирония от происходящего, ведь обжорство и леность считались пороками во все времена.

## Интерпретация
Росс Франк утверждал, что картина представляет собой политическую сатиру, направленную на участников первых этапов Нидерландской революции (1566–1648), где жареная птица олицетворяет унижение и неудачу дворянина ( который в противном случае стал бы четвертой спице колеса) в его руководстве Нидерландами. Общая сцена изображает самодовольство нидерландского народа, слишком удовлетворенного своим изобилием, чтобы пойти на риск, который мог бы привести к значительным религиозным и политическим переменам.